# Азисбеков, Атабек Азисбекович
Атабек Азисбекович Азисбеков (6 ноября 1995, с. Арал, Таласский район, Таласская область, Кыргызстан) — киргизский борец греко-римского стиля, многократный призёр чемпионатов Азии, участник Олимпийских игр в Токио.

## Биография
Азисбеков родился в семье педагогов в селе Арал Таласская область. В 13 лет начал заниматься борьбой в соседнем селе Кёпюрё-Базар. В 8 классе перевелся в СШОР имени Шералы Сыдыкова в Бишкеке, где он стал тренироваться у Жусупа Калилова,  позднее перешел под крыло Урана Калилова. В мае 2015 года в Дохе на чемпионате Азии стал вторым, уступив представителю Южной Кореи Ким Хён У. В сентябре 2017 года на азиатских играх по боевым искусствам и состязаниям в помещениях в Ашхабаде проиграл в финале иранцу Махди Эбрахими. В феврале 2018 года на чемпионате Азии в Бишкеке стал серебряным призёром, уступив в финале казахстанцу Асхату Дильмухамедову. В сентябре 2019 года на чемпионате мира в Нур-Султане, занял 5 место, тем самым завоевал лицензию на Олимпиаду в Токио. В апреле 2021 года в Алма-Ата стал серебряным призёром чемпионата Азии, уступив в финале иранцу Насеру Гасему Ализаде.

## Спортивные результаты
- Чемпионат Азии по борьбе среди кадетов 2012 — ;
- Чемпионат мира по борьбе среди кадетов 2012 — ;
- Чемпионат Азии по борьбе 2015 — ;
- Чемпионат Азии по борьбе 2018 — ;
- Чемпионат Азии по борьбе 2021 — ;